# Heinrich von Zeißberg

Heinrich von Zeißberg

Lehrkörper des Institut für Österreichische Geschichtsforschung 1892: von links: Engelbert Mühlbacher, Heinrich von Zeißberg, Franz Wickhoff, Oswald Redlich

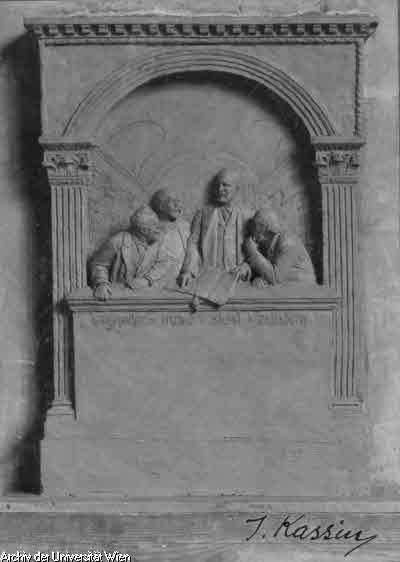
Entwurf für ein Gruppendenkmal der Historiker Theodor von Sickel, Alfons Huber, Engelbert Mühlbacher und Heinrich von Zeißberg; Entwurf: Josef Kassin

Heinrich Ritter von Zeißberg (* 8. Juli 1839 in Wien; † 27. Mai 1899 ebenda) war ein österreichischer Historiker und Bibliothekar.

## Leben und Wirken
Heinrich Zeißberg wurde als Sohn bürgerlicher Eltern geboren und besuchte ab 1850 das Gymnasium in Wien. Ab 1857 studierte er Geschichte am Historischen Seminar der Universität Wien unter Joseph Aschbach und ab 1861 am Institut für Österreichische Geschichtsforschung unter Albert Jäger und Theodor von Sickel. Daneben studierte er klassische Philologie bei Hermann Bonitz und Johannes Vahlen sowie Nationalökonomie. 1862 wurde er zum Doktor der Philosophie promoviert. Bereits im Jahr darauf habilitierte er sich im Fach Allgemeine Geschichte an der Universität Wien und wurde dort Privatdozent. 1864 wurde er außerordentlicher Professor der Allgemeinen und der österreichischen Geschichte an der Universität Lemberg und ein Jahr später dort ordentlicher Professor sowie Leiter des Historischen Seminars. Er erlernte die polnische Sprache und arbeitete zur polnischen Geschichte. 1871 folgte er einem Ruf als Professor der allgemeinen Geschichte an die Universität Innsbruck. 1872 erhielt er den Lehrstuhl für österreichische Geschichte an der Universität Wien und wurde dort 1876 Direktor des Historischen Seminars (bis 1897). Seit 1874 wirkte er auch am Institut für Österreichische Geschichtsforschung und war 1891 bis 1896 dessen Leiter. Von 1896 bis zu seinem Tod war er Direktor der kaiserlichen Hofbibliothek in Wien.
Zeißberg beschäftigte sich mit der Geschichte der slawischen Völker, insbesondere mit der polnischen Historiographie. Sein in den Preisschriften erschienener Band der Societas Jablonoviana von 1873 zur polnischen Geschichtsschreibung wurde zu einem Grundlagenwerk für Georg Voigt, als dieser bei der Bearbeitung der 2. und 3. Auflage seines Werkes über den italienischen Humanismus insbesondere auch die Geschichtsschreibung im polnischen Humanismus eingehend darstellte. Voigt hatte als Sekretär der Societas die Erscheinung dieses Werkes maßgeblich gefördert. Später arbeitete Zeißberg zur österreichischen Geschichte und war Redakteur des monumentalen Kronprinzenwerkes (24 Bände, 1886–1902).
Zeißberg wurde im August 1872 korrespondierendes und am 30. Juni 1882 wirkliches Mitglied der philosophisch-historischen Klasse der kaiserlichen Akademie der Wissenschaften, außerdem war er seit 1874 korrespondierendes Mitglied der Akademie der Wissenschaften Krakau.
Am 9. November 1874 wurde Zeißberg der Orden der Eisernen Krone dritter Klasse verliehen. Damit war die Erhebung in den erbländischen Ritterstand verbunden. Er wurde Geschichtslehrer des Kronprinzen Rudolf und mit dem Titel eines Regierungsrates Mitglied der k. k. Centralcommission für Erforschung und Erhaltung der Kunst- und historischen Denkmale in Wien. 1896 wurde er zum wirklichen Hofrat ernannt.
Heinrich Zeißberg war mit Wilhelmine Zeißberg verheiratet und hatte eine Tochter.
Heinrich von Zeißberg wurde in Wien auf dem Hietzinger Friedhof in einem ehrenhalber gewidmeten Grab (Gruppe 4, Nummer 80) bestattet.

## Ehrungen
1914 wurde die Zeißberggasse in Wien-Ottakring nach ihm benannt.

## Werke (Auswahl)
- Alcuin und Arno. In: Zeitschrift für österreichische Gymnasien. 1862, S. 85–98.
- Arno, erster Erzbischof von Salzburg (785–821). Gerold, Wien 1863 (= Sitzungsberichte der Philosophisch-Historischen Classe der Kaiserlichen Akademie der Wissenschaften, Band 43) (Habilitationsschrift).
- Thomas Ebendorfer als Geschichtschreiber. In: Oesterreichische Wochenschrift für Wissenschaft, Kunst und öffentliches Leben, Beilage zur Kaiserlichen Wiener Zeitung. Jahrgang 1864, Band 3, S. 769 ff. und 810 ff.
- Oesterreichische Geschichte im Zeitalter der Babenberger. In: Oesterreichische Wochenschrift für Wissenschaft, Kunst und öffentliches Leben, Beilage zur Kaiserlichen Wiener Zeitung. Jahrgang 1864, Band 4, S. 1441, 1473, 1510.
- Die fränkischen Königsannalen und ihr Ursprung. In: Oesterreichische Wochenschrift für Wissenschaft, Kunst und öffentliches Leben, Beilage zur Kaiserlichen Wiener Zeitung. Jahrgang 1865, Band 5, S. 9.
- Blüthe der nationalen Dynastien (Babenberger – Přemysliden – Árpáden) in den österreichischen, böhmischen und ungarischen Ländern vom J. 1000 bis 1276. Prandel & Ewald, Wien 1866 (aus: Österreichische Geschichte für das Volk, Band 3) (archive.org).
- Die öffentliche Meinung im 11. Jahrhundert über Deutschlands Politik gegen Polen. In: Zeitschrift für die österreichischen Gymnasien. Band 19, 1869, S. 83–100.
- Ueber die Zusammenkunft des Kaisers Otto III. mit Herzog Boleslaw I. von Polen zu Gnesen. In: Zeitschrift für österreichische Gymnasien. Band 18, 1868, S. 313–348.
- Miesco I. (Mieczyslaw), der erste christliche Beherrscher der Polen. Gerold, Wien 1867 (aus: Zeitschrift für österreichische Gymnasien. 1867, auch in den Abhandlungen der kaiserlichen Akademie der Wissenschaften phil.-hist. Classe, Band 38, Heft 1).
- Hieb und Wurf als Rechtssymbol in der Sage. Beitrag zur vergleichenden Sagenforschung. Gerold, Wien 1868 (aus: Pfeiffers Germania. 13. Jahrgang).
- Die Kriege Kaiser Heinrich’s II. mit Herzog Boleslaw I. von Polen. Gerold, Wien 1868 (= Sitzungsberichte der Philosophisch-Historischen Classe der Kaiserlichen Akademie der Wissenschaften, Band 57, Heft 2).
- Vincentius Kadlubek. Bischof von Krakau (1208–1218, † 1223) und seine Chronik Polens. Zur Literaturgeschichte des dreizehnten Jahrhunderts. Wien 1869 (aus: Archiv für Kunde österreichischer Geschichtsquellen, Band 42).
- Analekten zur Geschichte des XV. Jahrhunderts. In: Zeitschrift für österreichische Gymnasien. Band 21, 1870, S. 341ff.; Band 22, 1871, S. 81–114.
- Ueber eine Handschrift zur älteren Geschichte Preußens und Livlands. Rosbach, Königsberg 1871 (aus: Altpreußische Monatsschrift, Band 8, Heft 7, S. 577–605).
- Das älteste Matrikel-Buch der Universität Krakau. Beschreibung und Auszüge. Festschrift zur 400jährigen Jubelfeier der Ludwig-Maximilians-Universität zu München. Wagner, Innsbruck 1872; Nachdruck: Sändig, Walluf 1974, ISBN 3-500-29470-7.
- Die polnische Geschichtsschreibung des Mittelalters. Hirzel, Leipzig 1873 (= Preisschriften gekrönt und herausgegeben von der Fürstlich Jablonowski’schen Gesellschaft zu Leipzig, Band 17); Nachdruck: Böhlau, Köln 1968; Nachdruck: Zentralantiquariat der DDR, Leipzig 1968 (archive.org).
- als Herausgeber: Johannes de Komorowo: Tractatus cronice fratrum minorum obseruancie a tempore Constanciensis concilii et specialiter de prouincia Polonie. Gerold, Wien 1873 (aus: Archiv für österreichische Geschichte, Band 49, II. Hälfte, S. 297–425).
- Johannes Laski, Erzbischof von Gnesen (1510–1531) und sein Testament. Gerold, Wien 1874 (= Sitzungsberichte der Philosophisch-Historischen Classe der Kaiserlichen Akademie der Wissenschaften, Band 77, Heft 9).
- Zur Kritik der Annalen von Altaich. Hölder, Wien 1875 (aus: Zeitschrift für die österreichischen Gymnasien, Band 26, 1875, Heft 7, S. 492–511).
- Kleinere Geschichtsquellen Polens im Mittelalter. Eine Nachlese. Gerold in Comm., Wien 1877 (aus: Archiv für österreichische Geschichte, Band 55, Hälfte 1).
- Dziejopisarstwo polskie wieków średnich. Gebethner i Wolff, Warszawa 1877.
- Erzählungen aus der Geschichte. Mit besonderer Berücksichtigung der österreichischen Geschichte. Für die 8. Classe der achtclassigen österreichischen Volks- und Bürgerschulen. K. K. Schulbücher-Verlag, Wien 1877.
- Zur Kritik der Vita B. Hartmanni, Episcopi Brixinensis. Gerold in Comm., Wien 1878 (aus: Archiv für österreichische Geschichte, Band 56, Hälfte 2).
- Fragmente eines Nekrologs des Klosters Reun in Steiermark (Fragmenta cuisdam monasterii Austriae interioris Bernhards von Clairveaux). Gerold in Comm., Wien 1879 (aus: Archiv für österreichische Geschichte. Band 58, Heft 1).
- Das Todtenbuch des Cistercienser-Stiftes Lilienfeld. Gerold, Wien 1879 (= Fontes rerum Austriacarum, Abteilung 2, Band 41, Heft 1).
- Der österreichische Erbfolgestreit nach dem Tode des Königs Ladislaus Postumus (1457–1458) im Lichte der habsburgischen Hausverträge. Gerold [in Comm.], Wien 1879 (aus: Archiv für österreichische Geschichte, Band 58, Heft 1).
- Zur Gründungsgeschichte des Klosters Stams in Tirol. In: Mittheilungen des Instituts für österreichische Geschichtsforschung. Band 1, Innsbruck 1880, S. 81–91.
- Rudolf von Habsburg und der österreichische Staatsgedanken. (Wien) (1882).
- Aus der Jugendzeit des Erzherzogs Karl. Vortrag gehalten in der feierlichen Sitzung der Kaiserlichen Akademie der Wissenschaften am 30. Mai 1883. Gerold in Komm., Wien 1883.
- Quellen zur Geschichte der Politik Oesterreichs während der französischen Revolutionskriege (1793–1797). 3 Bände, Braumüller, Wien 1882, 1885 und 1890 (= Quellen zur Geschichte der deutschen Kaiserpolitik Oesterreichs, Band 3–5).
- Über das Rechtsverfahren Rudolfs von Habsburg gegen Ottokar von Böhmen. Gerold, Wien 1887 (aus: Archiv für österreichische Geschichte, Band 69, Heft 1).
- Zur Geschichte der Räumung Belgiens und des polnischen Aufstandes (1794). Tempsky, Wien 1888 (aus: Archiv für österreichische Geschichte, Band 72, Heft 1).
- Erzherzog Carl und Prinz Hohenlohe-Kirchberg. Ein Beitrag zur Geschichte des Feldzuges in die Champagne (1792). Tempsky in Comm., Wien 1888 (= Archiv für österreichische Geschichte, Band 73, Hälfte 1).
- Franz Josef I. Rede gehalten bei der aus Anlaß der Errichtung des Standbildes seiner Majestät des Kaisers veranstalteten Festfeier der Universität Wien. Selbstverlag der Universität, Wien 1888 (archive.org).
- Zur deutschen Kaiserpolitik Österreichs. Ein Beitrag zur Geschichte des Revolutionsjahres 1795. Tempsky, Wien 1889 (= Sitzungsberichte der Philosophisch-Historischen Classe der Kaiserlichen Akademie der Wissenschaften, Band 118, Heft 7).
- Österreichisch-ungarische Chronik. Beyer, Wien [um 1890].
- Zwei Jahre belgischer Geschichte (1791, 1792). 2 Teile, Tempsky, Wien 1891 (= Sitzungsberichte der Philosophisch-Historischen Classe der Kaiserlichen Akademie der Wissenschaften, Band 123, Heft 7 und Band 124, Heft 12).
- Aldenhofen, Neerwinden, Loewen (1., 18., 22. Maerz 1793). Tempsky, Wien 1892 (= Sitzungsberichte der Philosophisch-Historischen Classe der Kaiserlichen Akademie der Wissenschaften, Band 127, Heft 7).
- Belgien unter der Generalstatthalterschaft Erzherzog Carls (1793, 1794). 3 Teile, 1893–1894 (= Sitzungsberichte der Philosophisch-Historischen Classe der Kaiserlichen Akademie der Wissenschaften, Band 128, Heft 6; Band 129, Heft 8; Band 131, Heft 4).
- Denkschrift zur Erinnerung an die zweite Türkenbelagerung Wiens im Jahre 1683 anläßlich der am 13. September 1894 erfolgten Enthüllung des Denkmales im St. Stefansdome zu Wien. Hölder, Wien 1894.
- Erzherzog Carl von Oesterreich. Ein Lebensbild. 2 Bände, Braumüller, Wien und Leipzig 1895 (Der dritte Band war im Manuskript fast vollendet.).
- Elisabeth von Aragonien, Gemahlin Friedrich’s des Schönen von Österreich (1314–1330). Gerold, Wien 1897 (= Sitzungsberichte der Philosophisch-Historischen Classe der Kaiserlichen Akademie der Wissenschaften, Band 137, Heft 7).
- Der letzte Reichsgeneralfeldmarschall Erzherzog Carl. Gerold, Wien 1898 (= Sitzungsberichte der Philosophisch-Historischen Classe der Kaiserlichen Akademie der Wissenschaften, Band 138, Heft 4).
- Erzherzog Carl in Böhmen (1798). Verein für Geschichte der Deutschen im Böhmen, Prag 1898 (aus: Mittheilungen des Vereines für Geschichte der Deutschen in Böhmen).
- Pichegru und Condé in den Jahren 1795 und 1796. Gerold, Wien 1898 (= Sitzungsberichte der Philosophisch-Historischen Classe der Kaiserlichen Akademie der Wissenschaften, Band 139, Heft 6).
- Das Register Nr. 318 des Archivs der aragonesischen Krone in Barcelona. Gerold, Wien 1899 (= Sitzungsberichte der Philosophisch-Historischen Classe der Kaiserlichen Akademie der Wissenschaften, Band 140, Heft 1).
- Zur Geschichte der Minderjährigkeit Herzog Albrechts V. von Oesterreich. Gerold, Wien 1899 (aus: Archiv für österreichische Geschichte, Band 86, Hälfte 2).